# Jööri
Koordinaten: 58° 26′ N, 22° 46′ O

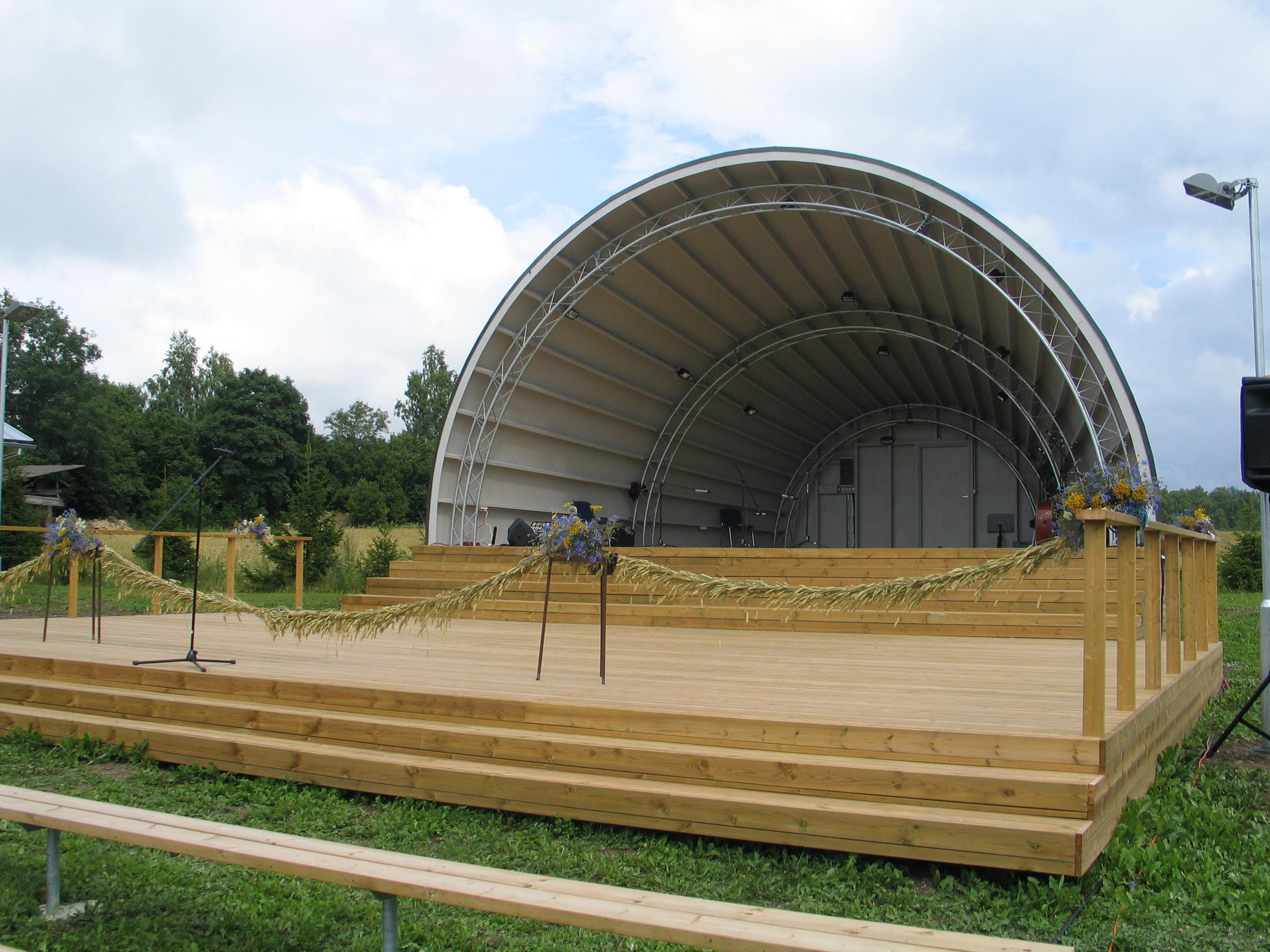
Sängerbühne von Jööri

Jööri (auch Jõõri; historischer deutscher Name Jöör bzw. Jöhr) ist ein Dorf (estnisch küla) in der Landgemeinde Saaremaa (bis 2017: Landgemeinde Valjala) auf der größten estnischen Insel Saaremaa (deutsch Ösel).

## Lage und Beschreibung
Das Dorf hat 35 Einwohner (Stand 2010). Es wurde erstmals 1570 urkundlich erwähnt.
Seit 1998 befindet sich auf dem Bauernhof Madise (Madise talu) ein privates Museum. In dem Museum werden alte landwirtschaftliche Geräte gezeigt und das frühere Bauern- und Landleben auf Estland gezeigt. Zu den Attraktionen gehört auch eine historische Schmiede.
Einmal im Jahr findet in Jööri das Musikfestival „Jööri Folk“ statt. Im Juli 2011 wurde die neue Sängerbühne von Jööri eingeweiht.